# Alghero/Occhiali colorati
Alghero/Occhiali colorati è il 12º singolo della cantante italiana Giuni Russo, pubblicato nel giugno del 1986 come estratto dall'album Giuni, dalla casa discografica Bubble Record.

## Descrizione

### Alghero
Alghero è la canzone pubblicata sul lato A del singolo. Scritta da Giuni Russo per il testo e da Maria Antonietta Sisini per la musica, racconta, in maniera molto ironica, di una disobbedienza femminile, di un'escursione nascosta in un territorio straniero proibito, violando "l'autorità materna". Per quanto all'epoca abbia ottenuto solo un discreto successo di vendita, Alghero è nel tempo diventata un evergreen degli anni ottanta, al punto da raggiungere la medesima popolarità di Un'estate al mare. Fu inoltre presentata in diverse manifestazioni canore televisive e radiofoniche, in particolare al Festivalbar del 1986, a cui Russo partecipò per l'ultima volta, e a Vota la voce.
L'idea di scrivere Alghero partì da un volo Roma-Alghero nel 1984, periodo in cui la madre della sua compagna Maria Antonietta Sisini era in fin di vita, e Russo, nonostante i molti impegni promozionali, cercava sempre di offrirle la propria vicinanza, raggiungendo la Sardegna in aereo, tra un concerto e l'altro, ogni qual volta potesse.
Nel 2014 la città di Alghero, riconoscente, ha intitolato a Giuni Russo uno dei suoi spazi più belli, la piazza sul Colle Balaguer.

### Occhiali colorati
Occhiali colorati è la canzone pubblicata come lato B del singolo. Il brano scritto da Giuni Russo, da Gianfranco Signori per il testo e da Maria Antonietta Sisini per la musica, fu tra i primi brani dell'album a venire presentato e promosso come "canzone da spiaggia" e "successo estivo" del 1986.

## Tracce
1. Alghero – 4:05 (Giuni Russo, Maria Antonietta Sisini)
2. Occhiali colorati – 4:06 (Giuni Russo, Gianfranco Signori, Maria Antonietta Sisini)

## Crediti
- Tony Ruggero - produzione
- Maria Antonietta Sisini - produzione
- Roberto Colombo - arrangiamenti
- Lucio Tallarini - direzione artistica

## Cover
Nel 2015 il brano Alghero è stato interpretato da Grazia Di Michele e Mauro Coruzzi al Festival di Sanremo 2015 nella serata dedicata alle cover.